# Liste der Naturdenkmale in Rosenfeld
| Naturdenkmale | Anzahl |
| ------------- | ------ |
| FND           | 1      |
| END           | 20     |
| Gesamt        | 21     |

Die Liste der Naturdenkmale in Rosenfeld nennt die verordneten Naturdenkmale (ND) der im baden-württembergischen Zollernalbkreis liegenden Stadt Rosenfeld. In Rosenfeld gibt es insgesamt 21 als Naturdenkmal geschützte Objekte, davon ein flächenhaftes Naturdenkmal (FND) und 20 Einzelgebilde-Naturdenkmale (END).
Stand: 29. Juli 2024.

## Flächenhafte Naturdenkmale (FND)
| Name                     | Bild | Kennung     | Einzelheiten | Position | Fläche Hektar | Datum         |
| ------------------------ | ---- | ----------- | ------------ | -------- | ------------- | ------------- |
| Krempan                  | BW   | 84170540022 | Rosenfeld    | ⊙        | 1,0           | 20. Juni 1995 |
| Legende für Naturdenkmal |      |             |              |          |               |               |

## Einzelgebilde (END)
| Name                                        | Bild | Kennung     | Einzelheiten                                          | Position | Fläche Hektar | Datum         |
| ------------------------------------------- | ---- | ----------- | ----------------------------------------------------- | -------- | ------------- | ------------- |
| Ulmen- u. Lindenallee a.d. Leidringerstraße | BW   | 84170540249 | Rosenfeld                                             | ⊙        | 0,0           | 28. Apr. 1995 |
| 1 Buche (vor der Lehnerbrauerei)            | BW   | 84170540250 | Rosenfeld                                             | ⊙        | 0,0           | 28. Apr. 1995 |
| 1 Eiche „Karlseiche“                        | BW   | 84170540174 | Rosenfeld                                             | ⊙        | 0,0           | 10. Okt. 1949 |
| 1 Eiche (vor der Schule)                    | BW   | 84170540240 | Rosenfeld Nicht mehr in der LUBW-Datenbank vorhanden. | ⊙        | 0,0           | 28. Apr. 1995 |
| 1 Eiche                                     | BW   | 84170540173 | Rosenfeld Nicht mehr in der LUBW-Datenbank vorhanden. | ⊙        | 0,0           | 12. Jan. 1962 |
| 1 Eiche                                     | BW   | 84170540321 | Rosenfeld                                             | ⊙        | 0,0           | 15. Feb. 2000 |
| 1 Kastanie an der Kirche                    |      | 84170540317 | Rosenfeld                                             | ⊙        | 0,0           | 15. Feb. 2000 |
| 1 Kastanie (Ecke Turmstr.)                  |      | 84170540319 | Rosenfeld                                             | ⊙        | 0,0           | 15. Feb. 2000 |
| 1 Linde (am Stadtgraben)                    | BW   | 84170540251 | Rosenfeld                                             | ⊙        | 0,0           | 28. Apr. 1995 |
| 1 Linde an der Kirche                       |      | 84170540318 | Rosenfeld                                             | ⊙        | 0,0           | 15. Feb. 2000 |
| 1 Linde „Friedhofslinde“                    | BW   | 84170540253 | Rosenfeld Nicht mehr in der LUBW-Datenbank vorhanden. | ⊙        | 0,0           | 28. Apr. 1995 |
| 1 Linde (in der Leidringer Straße)          | BW   | 84170540248 | Rosenfeld                                             | ⊙        | 0,0           | 28. Apr. 1995 |
| 1 Linde (in der Turmstr.)                   |      | 84170540320 | Rosenfeld                                             | ⊙        | 0,0           | 15. Feb. 2000 |
| 1 Linde „Karlslinde“                        | BW   | 84170540247 | Rosenfeld Nicht mehr in der LUBW-Datenbank vorhanden. | ⊙        | 0,0           | 28. Apr. 1995 |
| 1 Linde „Schillerlinde“                     | BW   | 84170540241 | Rosenfeld                                             | ⊙        | 0,0           | 28. Apr. 1995 |
| 1 Linde                                     | BW   | 84170540252 | Rosenfeld                                             | ⊙        | 0,0           | 28. Apr. 1995 |
| 2 Linden am Kriegerdenkmal                  |      | 84170540324 | Rosenfeld                                             | ⊙        | 0,0           | 15. Feb. 2000 |
| 2 Linden (in der Frauengasse)               | BW   | 84170540242 | Rosenfeld                                             | ⊙        | 0,0           | 28. Apr. 1995 |
| 2 Linden (in der Schloßstraße)              | BW   | 84170540243 | Rosenfeld                                             | ⊙        | 0,0           | 28. Apr. 1995 |
| 2 Linden (in der Spitalgasse)               | BW   | 84170540246 | Rosenfeld                                             | ⊙        | 0,0           | 28. Apr. 1995 |
| 2 Sommerlinden vor der Kirche               |      | 84170540322 | Rosenfeld                                             | ⊙        | 0,0           | 15. Feb. 2000 |
| 3 Kastanien am Friedhof                     |      | 84170540323 | Rosenfeld                                             | ⊙        | 0,0           | 15. Feb. 2000 |
| 3 Kastanien (beim Forstamt)                 | BW   | 84170540245 | Rosenfeld                                             | ⊙        | 0,0           | 28. Apr. 1995 |
| 6 Linden (bei der Kirche)                   |      | 84170540244 | Rosenfeld                                             | ⊙        | 0,0           | 28. Apr. 1995 |
| Legende für Naturdenkmal                    |      |             |                                                       |          |               |               |